# 基希洪德姆
基希洪德姆是德国北莱茵-威斯特法伦州的一个市镇。总面积148.63平方公里，总人口12190人，其中男性6224人，女性5966人（2011年12月31日），人口密度82人/平方公里。